# Zandmeer (Súdwest-Fryslân)
Het Zandmeer (Fries en officieel: Sânmar) is een meer in de provincie Friesland. Het ligt in de gemeente Súdwest-Fryslân ten oosten van  Workum.
Aan de oostzijde van het Zandmeer ligt het Groote Gaastmeer, waardoor er een verbinding is met de Fluessen en het Heegermeer. 
De minimale vaardiepte van het Zandmeer is 140cm, dat is diep genoeg om en er met een skutsje te varen. Het is minder diep bij de ingang van de Korte Vliet die naar Workum gaat. Vanuit de Korte Vliet kan met naar de Vlakke Brekken varen.
In het meer wordt in het voorjaar en in september-november rode aal en schieraal gevangen. De hoeveelheid gevangen paling moet worden doorgegeven aan NatuurNetwerk, die het quotum beheert. Aal tot 40cm wordt teruggezet. De paling wordt op de afslag in Urk verkocht.